# Chéraga (distrito)
Chéraga é um distrito localizado na província de Argel, no norte da Argélia. Foi nomeado após sua capital, Chéraga.[carece de fontes?]

## Municípios
O distrito está dividido em cinco municípios:
- Chéraga
- Hammamet
- Dély Ibrahim
- Aïn Bénian
- Ouled Fayet